# 157 av. J.-C.
Cette page concerne l'année 157 av. J.-C. du calendrier julien proleptique.

## Événements
- 3 avril (15 mars 597 du calendrier romain) : début à Rome du consulat de Sextus Julius Caesar et Lucius Aurelius Orestes[1].
  - Colonie romaine à Auximum dans le Picenum, décidée et contrôlée par le Sénat[1].
- 14 juillet : début du règne de Jingdi, empereur de Chine de la dynastie Han (fin en 141 av. J.-C.)[2].

- Judée : devant la révolte des Maccabées, les pro-hellénistes font appel à Bacchidès, qui échoue devant la forteresse de Bethbasi où se sont retranchés les révoltés. Il accepte la trêve offerte par Jonathan et retourne à Antioche. Profitant de cette trêve, Jonathan s’installe à Makhmas (Michmas), à 12 km au nord-ouest de Jérusalem, d’où il reprend peu à peu le contrôle de la Judée[3].
- Le Sénat romain ordonne la division de la  Cappadoce entre Ariarathe V et Orophernès ; ce dernier refuse[4].

## Naissances
- Caius Marius, général et homme d’État romain.

## Décès
- 6 juillet : Han Wendi, empereur chinois de la dynastie Han[2].